# Conosara pammicta
Conosara pammicta là một loài bướm đêm trong họ Geometridae.